# EBBY
EBBY（エビー、1957年4月19日 - ）は、日本の ギタリスト,ソングライター,編曲家,音楽プロデューサー。血液型はB型。JAGATARAの創成期からのオリジナル・メンバー。

## 略歴
明治大学文学部演劇科に在学中の1979年、江戸アケミが出していたメンバー募集チラシをきっかけにバンドJAGATARAに創成期から参加。
JAGATARAでは、ライブで江戸アケミが過激なパフォーマンスをしていたことに嫌気が差して、1980年4月から9月まで脱退していた時期もあったが、創成期から解散までほぼ全期間に亘って参加していた数少ないメンバーである。
JAGATARAと並行して、1984年にはTHE FOOLS、1985年から1992年はTOMATOSのメンバーとしても活動。1990年のJAGATARA解散後は、MAMBABOO、高田エージ等とのPHAT DOGSなどのメンバーとして活動。
小泉今日子のアルバム『afropia』（1991年）、シングル『自分を見つめて』（1992年）、アルバム『TRAVEL ROCK』（1993年）で計7曲、作曲・編曲を担当した。（1曲は作詞も担当）
江戸アケミ没後30年となる2020年をきっかけに、前年の2019年3月のイベント「TOKYO SOY SOURCE 2019」から、「Jagatara2020」として、当時のJAGATARAメンバーの一部に新たなメンバーを加えて再始動。
2023年、TURTLE ISLANDの永山愛樹と竹舞、Meyou、Keycoなど多数のゲストが参加した初のソロ・アルバム『ANOTHER STORY OF“J”』をリリース。
その他、国内、海外を問わず幅広くジャンルを超えて ギタリスト,ソングライター,編曲家,音楽プロデューサーとして活動。音楽業の他に、グラフィックデザイナー,ウェブデザイナーとしても活動中。影響を受けたアーティストはフランク・ザッパ,マイルス・デイヴィス,ジョージ・クリントン,カウント・ベイシー,ニール・ヤング,フェラ・クティ,ジョニ・ミッチェル,マーク・ボラン,エイモス・ギャレット,江戸アケミなど。

## ディスコグラフィー
※ソロ作品
- 「ANOTHER STORY OF"J"」 CD/LP（2023年）※「EBBY FROM JAGATARA2020」名義

※正式メンバーとしての参加作品
- JAGATARAの全作品
- NAHKI & TOMATOS「Do What You Want」 7"EP（1987年）
- TOMATOS「Rock-A-Blue Beat」 12"EP/CD（1987年）
- TOMATOS「Rock Your Baby」 7"EP（1990年）
- TOMATOS「Step By Step」 CD（1991年）
- TOMATOS「Strollin' With Tomatos」 CD（1992年）
- MAMBABOO「¡Byo Funkanouche! Made In Smōkyo Japan」 CD（1991年）
- MAMBABOO「恋愛警察」 CD（2007年）

※参加作品
- 「GUITAR WORKSHOP IN TOKYO」 CD（1989年）※大橋隆志、是永巧一、佐橋佳幸、EBBYの4人のギタリストによるギター・ワークショップ・シリーズ。EBBYソロ名義の曲を2曲収録。
- 「SHOOT THE GUITARIST」 CD（1990年）※映画「ふうせん」サウンドトラック。EBBYソロ名義の曲を1曲収録。
- 「See Ya!MUSICA SERIES#1」 CD（1991年）※レゲエ・オムニバス。EBBYソロ名義の曲を2曲収録。
- 「EAT-MAN Image Soundtrack ACT-1」 CD（1997年）※吉冨昭仁原作のコミック「EAT-MAN」のイメージアルバム。EBBYがプロデュースし、大部分の演奏も手がけた。

## レコーディング
TOMATOS、THE FOOLS、MAMBABOO、bluetonic、SILVA、hàl、nahki、meyou、zooco、CHARA、GAKU-MC、miho、chaka、東亜佐美、大槻ケンヂ、髙橋真梨子、北川晴美、篠原涼子、小林登美子、阿川泰子、和田アキ子、八代亜紀、南佳孝、花*花、織田裕二、トランジスターグラマー、梶浦由記、ゴーバンズ、清水美恵、マリーン、エージ&テツ、源学、千秋、佐野史郎、ピアニカ前田、岩城由美、露崎春女、國府田マリ子、山下清香 他。

## ライブ&サポート
TOMATOS、THE FOOLS、MAMBABOO、PHAT DOGS、SOUL KITCHEN BAND、佐野史郎とライスカレー、清水靖晃、小泉今日子、大西結花、hitomi、ちわきまゆみ、佐藤奈々子、大沢誉志幸、小林建樹、本木雅弘、村上里佳子、三上博史、花田裕之、中谷美紀、二村敦志、Sugar Soul、JOHN ZONE、JOHN KING、Tina 他。

## 音楽

### 楽曲
| 年代   | 曲名                             | 歌                        | 作詞                | 作曲                          | 編曲                   | 備考                                                                                    |
| ------ | -------------------------------- | ------------------------- | ------------------- | ----------------------------- | ---------------------- | --------------------------------------------------------------------------------------- |
| 1986年 | やしの木かげ                     | 爆風スランプ              | サンプラザ中野      | 江川ほーじん エビゾウ（EBBY） | 新田一郎               | 爆風スランプのアルバム『SINGLES』（ソニー・ミュージックレコーズ）に収録                 |
| 1987年 | 裸の王様                         | 江戸アケミ                | EBBY Oto            | EBBY Oto                      | Oto                    | JAGATARAのアルバム『裸の王様』に収録 JAGATARAのアルバム『ゴールデン☆ベスト』に収録      |
| 1989年 | GODFATHER 黒幕                   | 江戸アケミ                | 江戸アケミ          | EBBY JAGATARA                 | JAGATARA               | JAGATARAのアルバム『それから』に収録                                                    |
| 1989年 | つながった世界                   | 江戸アケミ                | 江戸アケミ          | EBBY JAGATARA                 | JAGATARA               | JAGATARAのアルバム『それから』に収録                                                    |
| 1989年 | こうもり傘をさしたまま           | シャイ&ムーニー           | シャイ&ムーニー     | シャイ&ムーニー               | EBBY                   | シャイ&ムーニーのアルバム『SHY&MOONEY』（キャプテン）に収録                             |
| 1991年 | 君はSunshine                     | 小泉今日子                | EBBY                | EBBY                          | EBBY                   | 小泉今日子のアルバム『afropia』（JVCケンウッド・ビクターエンタテインメント）に収録      |
| 1991年 | 夜を駆けぬけて                   | 小泉今日子                | 小泉今日子          | EBBY                          | EBBY                   | 小泉今日子のアルバム『afropia』（JVCケンウッド・ビクターエンタテインメント）に収録      |
| 1991年 | 最後のKiss                       | 小泉今日子                | 小泉今日子          | EBBY                          | EBBY                   | 小泉今日子のアルバム『afropia』（JVCケンウッド・ビクターエンタテインメント）に収録      |
| 1992年 | 自分を見つめて                   | 小泉今日子                | 小泉今日子          | EBBY                          | EBBY 小滝みつる        | 小泉今日子の33rdシングル 小泉今日子のアルバム『Anytime』・『KYON3』に収録               |
| 1992年 | 光の渦                           | KINGBEES                  | 原宏明              | 原宏明                        | KINGBEES EBBY 小山哲人 | KINGBEESのアルバム『ラヴ・スタジオ』（WINTERSONGS）に収録                               |
| 1992年 | SUMMER TIME                      | KINGBEES                  | 原宏明              | 原宏明                        | KINGBEES EBBY 小山哲人 | KINGBEESのアルバム『ラヴ・スタジオ』（WINTERSONGS）に収録                               |
| 1992年 | LOVE STUDIO                      | KINGBEES                  | 原宏明 首藤晃       | 原宏明 首藤晃                 | KINGBEES EBBY 小山哲人 | KINGBEESのアルバム『ラヴ・スタジオ』（WINTERSONGS）に収録                               |
| 1993年 | LOVE SHELTER                     | 小泉今日子                | 小泉今日子          | EBBY                          | EBBY                   | 小泉今日子のアルバム『TRAVEL ROCK』に収録                                               |
| 1993年 | おやすみ…                        | 小泉今日子                | 小泉今日子          | EBBY                          | EBBY                   | 小泉今日子のアルバム『TRAVEL ROCK』に収録 ※資生堂「スーパーマイルドシャンプー」CMソング |
| 1993年 | 湖のほとり                       | 小泉今日子                | 小泉今日子          | EBBY                          | EBBY                   | 小泉今日子のアルバム『TRAVEL ROCK』に収録                                               |
| 1994年 | ROMAN・S                         | 源学                      | 源学                | 源学                          | EBBY 小滝満            | 源学のアルバム『太陽がいっぱい』（ビクター）に収録                                      |
| 1996年 | 愛が痛いよ                       | 篠原涼子                  | 藤原ようこ          | 寺田一郎                      | EBBY                   | 篠原涼子のシングル『しあわせはそばにある』（エピックレコードジャパン）に収録            |
| 1996年 | DRIVE（Caryy on）                | 工藤亜紀                  | EBBY                | 松浦晃久                      | 恵比寿司               | TVアニメ「新きまぐれオレンジ☆ロード」イメージアルバムに収録                             |
| 1997年 | DANCE FOR YOU 〜悪夢をください〜 | ちわきまゆみ ISSAY        | ちわきまゆみ ISSAY  | ちわきまゆみ ISSAY            | EBBY                   | ちわきまゆみ&ISSAYのアルバム『江戸屋百歌撰 丑／1997』（江戸屋）に収録                   |
| 1997年 | Release The Beast                | YUKARIE                   | YUKARIE             | YUKARIE                       | EBBY                   | YUKARIEのアルバム『Love. Sea』（東芝EMI）に収録                                         |
| 1997年 | Still Miss You Babe              | YUKARIE                   | YUKARIE             | YUKARIE                       | EBBY                   | YUKARIEのアルバム『Love. Sea』（東芝EMI）に収録                                         |
| 1997年 | Tiny Demons                      | 高田エージ Marie Cochrane | Todd Rundgren       | Todd Rundgren                 | EBBY                   | EIJI、MARIE&EBBYのアルバム『トッドは真実のスーパースター』（ポニーキャニオン）に収録    |
| 1998年 | 火がつかない                     | SION                      | SION                | SION                          | EBBY                   | SIONのアルバム『SION comes』（東芝EMIに収録                                             |
| 1998年 | 夢見て眠ろう                     | 花田裕之                  | 夏居遥              | EBBY                          | EBBY                   | 花田裕之のアルバム『Song For You』（東芝EMI）に収録                                     |
| 1998年 | Ever Grace                       |                           |                     | EBBY Hanada                   | EBBY                   | 花田裕之のアルバム『Song For You』（東芝EMI）に収録                                     |
| 1999年 | ラジオデイズ                     | エージ&テツ               | 高田エージ 杉原テツ | 高田エージ                    | EBBY                   | エージ&テツのシングル「ラジオデイズ」（東芝EMI）に収録                                  |
| 2001年 | Don't cry                        | 八代亜紀                  | EBBY                | EBBY                          | EBBY                   | 八代亜紀のアルバム『MOOD』に収録                                                        |
| 2006年 | Growing up                       | 福山潤                    | 影山ヒロノブ        | 割田康彦                      | EBBY                   | TVアニメ『LOVELESS』のボーカルアルバムに収録                                            |
| 2007年 | 婆娑羅!                          | EBBY                      | 小川美潮            | EBBY                          | MAMBABOO               | MAMBABOOのアルバム『恋愛警察』に収録                                                    |

### プロデュース
1992年
- キングビーズ『ラヴ・スタジオ』（全面参加）

1997年
- TV東京アニメ『EAT-MAN』サウンドトラック
- Shy『Shy』（全面参加）
- ちわきまゆみ&ISSEY『江戸屋百歌撰 丑/1997』（1曲参加）
  - DANCE FOR YOU〜悪夢をください〜（Porduced by ちわきまゆみ&EBBY）

### ギター参加
1984年
- THE FOOLS 『Weed War』（1曲参加）

1986年
- NAHKI&トマトス『Do What You Want』（全面参加）

1989年
- 小泉今日子『Ballad Classics II』（1曲参加）
- オーソドックス『シンプル』
- 北川晴美『Roses』
- 清水靖晃『アドュナ』（4曲参加）
- 井上富雄『アンファン（オムニバス盤）』（1曲参加）
- NADJA『月日星（チィチョホイ）』（3曲参加）

1991年
- 小泉今日子『afropia』（3曲参加）
- 北川晴美『ラブアンドフラワーズ』（1曲参加）

1993年
- 小泉今日子『TRAVEL ROCK』（3曲参加）
- 小林登美子『PROFILE』（1曲参加）
- 村田陽一『SOLID BRASS』（1曲参加）

1994年
- ゴーバンズ『ワンダーフルーツ』（2曲参加）
- ピアニカ前田&グッドベイツ『ジャストユージャストミー』（1曲参加）

1995年
- 大槻ケンヂ『オンリーユー』（3曲参加）
- CHARA『春の歌（オムニバス盤）』（1曲参加）
- トランジスターグラマー『トランスポップ』（1曲参加）

1996年
- 梶浦由記『新きまぐれオレンジロード・オリジナルサントラ』（3曲参加）
- VINO『FANTASIA』（2曲参加）
- 上田現『森の掟』（1曲参加）
- 織田裕二『MY POCKET』（1曲参加）

1997年
- CHARA『Junior Sweet』（1曲参加）
- Yukalie『Love.sea』（3曲参加）

1998年
- SION『SION comes』（1曲参加）

### その他
- 東映映画"ふうせん"サウンドトラック（1990年）
- CM楽曲提供 （サントリー,SONY,資生堂,ブリヂストン,日本ハム,グリコ,ペプシコーラ他)
- 江戸川区美術館音楽
- 演劇音楽（流山児★事務所"百舌鳥夕雲町歌声喫茶 作:深津篤史"）他。

## 映画出演
- 聖テロリズム（監督：山本政志、1980年）
- 闇のカーニバル（監督：山本政志、1982年）
- THE FOOLS 愚か者たちの歌（監督：高橋慎一、2023年）